# أليس في بوردرلاند
أليس في بوردرلاند هي سلسلة مانغا يابانية تم نشرها لأول مرة في نوفمبر 2010.تم عمل مسلسل مقتبس من المانغا وعرض الموسم الأول المتكون من 8 حلقات على نتفليكس في 10 ديسمبر 2020.